# Insider (TV-program)
Insider var ett samhällsprogram som sändes under 2000-talet på TV3 med Robert Aschberg som programledare. Programmet tog upp orättvisor, kriminalitet och dylika ämnen, alltjämt med en "insider" på reportage. Insidern låtsas vara en helt vanlig person, men har en dold kamera som spelar in allting som sker och allting visas sedan till största delen ocensurerat på TV. Man tog också in betydelsefulla personer till studion för en debatt kring den aktuella frågan. 23 november 2006 sändes det 100:e programmet.
Totalt sändes 13 säsonger av programserien. Den 13:e säsongen sändes under november och december 2008, varvid TV3 valde att pausa programmet.